# Massimo comun divisore

Grafico che rappresenta il massimo comun divisore dei numeri da 1 a 10

In matematica il massimo comun divisore (o massimo comune divisore) di due numeri interi {\displaystyle a} e {\displaystyle b}, che non siano entrambi uguali a zero, indicato con {\displaystyle \operatorname {MCD} (a,b)}, è il numero naturale più grande per il quale entrambi possono essere divisi esattamente. Se i numeri {\displaystyle a} e {\displaystyle b} sono uguali a {\displaystyle 0}, allora si pone {\displaystyle \operatorname {MCD} (a,b)=0}.
Ad esempio:
{\displaystyle \operatorname {MCD} (12,18)=6,\qquad \operatorname {MCD} (4,14)=2,\qquad \operatorname {MCD} (5,0)=5.}
Spesso il massimo comun divisore è indicato più semplicemente con {\displaystyle (a,b)}.
Due numeri si dicono coprimi, o primi tra loro, se il loro massimo comun divisore è uguale a {\displaystyle 1}. Per esempio, i numeri {\displaystyle 9} e {\displaystyle 28} sono primi tra loro (anche se non sono numeri primi).
Il massimo comun divisore è utile per ridurre una frazione ai minimi termini. Per esempio nella seguente frazione:
{\displaystyle {42 \over 56}={3\cdot 14 \over 4\cdot 14}={3 \over 4}}
è stato semplificato il fattore {\displaystyle 14}, il massimo comun divisore tra {\displaystyle 42} e {\displaystyle 56}.

## Calcolo del massimo comun divisore
Il massimo comun divisore può essere calcolato, in linea di principio, determinando la scomposizione in fattori primi dei due numeri dati e moltiplicando i fattori comuni considerati una sola volta con il loro esponente più piccolo. Per esempio, per calcolare il {\displaystyle \operatorname {MCD} (18,84)} si scompongono dapprima i due numeri in fattori primi, ottenendo {\displaystyle 18=2\cdot 3^{2}} e {\displaystyle 84=2^{2}\cdot 3\cdot 7}, e poi si considerano i fattori comuni con esponente più piccolo ai due numeri, {\displaystyle 2} e {\displaystyle 3}: entrambi compaiono con esponente minimo uguale a {\displaystyle 1}, quindi che {\displaystyle \operatorname {MCD} (18,84)=6}. Se non ci sono fattori primi comuni, il MCD è {\displaystyle 1} e i due numeri sono detti coprimi; ad esempio: {\displaystyle \operatorname {MCD} (242,375)=1}.
Questo metodo è utilizzabile, nella pratica, solo per numeri non particolarmente grandi: la scomposizione in fattori primi di un numero richiede in generale molto tempo.
Un metodo molto più efficiente è fornito dall'algoritmo di Euclide: si divide {\displaystyle 84} per {\displaystyle 18} ottenendo un quoziente di {\displaystyle 4} e un resto di {\displaystyle 12}. Poi si divide {\displaystyle 18} per {\displaystyle 12} ottenendo un quoziente di {\displaystyle 1} e un resto di {\displaystyle 6}. Infine si divide {\displaystyle 12} per {\displaystyle 6} ottenendo un resto di {\displaystyle 0}, il che significa che {\displaystyle 6} è il massimo comun divisore.

## Proprietà
- Ogni divisore comune di {\displaystyle a} e {\displaystyle b} è un divisore di {\displaystyle \operatorname {MCD} (a,b)}.

- Il {\displaystyle \operatorname {MCD} (a,b)}, dove {\displaystyle a} e {\displaystyle b} non sono contemporaneamente uguali a zero, può essere definito in modo alternativo ed equivalente come il più piccolo intero positivo {\displaystyle d} che può essere scritto nella forma {\displaystyle d=ap+bq} dove {\displaystyle p} e {\displaystyle q} sono interi. Questa espressione viene chiamata identità di Bézout.

- Se {\displaystyle a} divide il prodotto {\displaystyle bc}, e {\displaystyle \operatorname {MCD} (a,b)=d}, allora {\displaystyle a/d} divide {\displaystyle c}.

- Se {\displaystyle m} è un intero non nullo, allora:

{\displaystyle \operatorname {MCD} (ma,mb)=m\operatorname {MCD} (a,b),}
{\displaystyle \operatorname {MCD} (a+mb,b)=\operatorname {MCD} (a,b).}
Se {\displaystyle m} è un divisore comune diverso da zero di {\displaystyle a} e {\displaystyle b}, allora
{\displaystyle \operatorname {MCD} (a/m,b/m)=\operatorname {MCD} (a,b)/m.}
- Il MCD è una funzione moltiplicativa, cioè se {\displaystyle a_{1}} e {\displaystyle a_{2}} sono primi tra loro, allora

{\displaystyle \operatorname {MCD} (a_{1}a_{2},b)=\operatorname {MCD} (a_{1},b)\operatorname {MCD} (a_{2},b).}
- Il MCD di tre numeri può essere calcolato come

{\displaystyle \operatorname {MCD} (a,b,c)=\operatorname {MCD} (\operatorname {MCD} (a,b),c)=\operatorname {MCD} (a,\operatorname {MCD} (b,c)).}
Quindi il MCD è un'operazione associativa.
- Il {\displaystyle \operatorname {MCD} (a,b)} è legato al minimo comune multiplo {\displaystyle \operatorname {mcm} (a,b)}:

{\displaystyle \operatorname {MCD} (a,b)\cdot \operatorname {mcm} (a,b)=ab.}
Questa formula viene usata spesso per calcolare il minimo comune multiplo: si calcola prima il MCD con l'algoritmo di Euclide e poi si divide il prodotto dei due numeri dati per il loro MCD.
- Vale la seguente proprietà distributiva:

{\displaystyle \operatorname {MCD} (a,\operatorname {mcm} (b,c))=\operatorname {mcm} (\operatorname {MCD} (a,b),\operatorname {MCD} (a,c)),}
{\displaystyle \operatorname {mcm} (a,\operatorname {MCD} (b,c))=\operatorname {MCD} (\operatorname {mcm} (a,b),\operatorname {mcm} (a,c)).}
- È utile definire {\displaystyle \operatorname {MCD} (0,0)=0} e {\displaystyle \operatorname {mcm} (0,0)=0} perché in questo modo i numeri naturali diventano un reticolo completo distributivo con MCD e mcm come operazioni. Questa estensione è compatibile anche con la generalizzazione per gli anelli commutativi data più sotto.

- In un sistema di coordinate cartesiane il {\displaystyle \operatorname {MCD} (a,b)} può essere interpretato come il numero di punti con coordinate intere sul segmento di retta congiungente i punti {\displaystyle (0,0)} e {\displaystyle (a,b)}, escludendo il punto {\displaystyle (0,0)}.

## Il MCD in anelli commutativi
Il massimo comun divisore può essere definito in maniera più generale per gli elementi di un anello commutativo arbitrario.
Se {\displaystyle R} è un anello commutativo e {\displaystyle a} e {\displaystyle b} appartengono a {\displaystyle R}, allora un elemento {\displaystyle d} di {\displaystyle R} è chiamato divisore comune di {\displaystyle a} e {\displaystyle b} se divide sia {\displaystyle a} che {\displaystyle b} (e cioè se esistono due elementi {\displaystyle x} e {\displaystyle y} in {\displaystyle R} tali che {\displaystyle dx=a} e {\displaystyle dy=b}).
Se {\displaystyle d} è un divisore comune di {\displaystyle a} e {\displaystyle b}, e ogni divisore comune di {\displaystyle a} e {\displaystyle b} divide {\displaystyle d}, allora {\displaystyle d} viene chiamato un massimo comun divisore di {\displaystyle a} e {\displaystyle b}.
Si noti che, secondo questa definizione, due elementi {\displaystyle a} e {\displaystyle b} possono avere più di un massimo comun divisore, oppure nessuno. Ma se {\displaystyle R} è un dominio di integrità allora due qualsiasi MCD di {\displaystyle a} e {\displaystyle b} devono essere elementi associati. Inoltre, se {\displaystyle R} è un dominio a fattorizzazione unica, allora due qualunque elementi hanno un MCD. Se {\displaystyle R} è un anello euclideo allora i MCD possono essere calcolati con una variante dell'algoritmo euclideo.
Ad esempio, nel dominio di integrità {\displaystyle R=\mathbb {Z} [{\sqrt {-3}}],} i due elementi
{\displaystyle a=4=2\cdot 2=(1+{\sqrt {-3}})(1-{\sqrt {-3}})\qquad {\text{e}}\qquad b=(1+{\sqrt {-3}})\cdot 2}
non ammettono un MCD, infatti {\displaystyle 1+{\sqrt {-3}}} e {\displaystyle 2} sono due "divisori comuni massimali" (cioè ogni divisore comune che è multiplo di {\displaystyle 2} è associato a {\displaystyle 2} e lo stesso vale per {\displaystyle 1+{\sqrt {-3}}}), ma non sono associati tra loro, quindi non esiste il massimo comun divisore di {\displaystyle a} e {\displaystyle b}.
Analogamente alla proprietà di Bézout si può considerare, in un qualunque anello commutativo, la collezione di elementi nella forma {\displaystyle pa+qb}, dove {\displaystyle p} e {\displaystyle q} variano all'interno dell'anello. Si ottiene l'ideale generato da {\displaystyle a} e {\displaystyle b}, che viene denotato semplicemente con {\displaystyle (a,b)}. In un anello i cui ideali sono tutti principali (un anello ad ideali principali, principal ideal domain o PID), questo ideale sarà identico all'insieme dei multipli di qualche elemento {\displaystyle d} dell'anello; allora questo {\displaystyle d} è un massimo comun divisore di {\displaystyle a} e {\displaystyle b}. Ma l'ideale {\displaystyle (a,b)} può essere utile anche quando non c'è nessun MCD di {\displaystyle a} e {\displaystyle b} (in effetti, Ernst Kummer usò questo ideale come sostituto del MCD nel suo studio dell'ultimo teorema di Fermat, anche se lo considerò come l'insieme di multipli di un qualche ipotetico, o "ideale", elemento {\displaystyle d} dell'anello, da qui proviene il termine "ideale").

## Pseudocodice
In pseudocodice, l'algoritmo può essere esplicitato sia come algoritmo ricorsivo sia in modo iterativo: nel primo caso si ha semplicemente 
1. a=|a|, b=|b|
2. ordina a e b in modo tale che a > b
3. se b=0 allora MCD(a,b)=a; altrimenti MCD(a,b)=MCD(b,a mod b)

L'algoritmo iterativo può invece essere descritto come 
1. a=|a|, b=|b|
2. ordina a e b in modo tale che a > b
3. finché  b è diverso da 0
  1. t=b
  2. b=a mod b
  3. a=t
4. MCD(a,b)=a